# 數位證據
數位證據，又稱為電子證據，是以數位形態儲存或傳輸，並可作呈堂證據用的數位電子資訊，由控方或辯方其中一方呈上作為法庭案件裁判時的理據。
在近年，數位證據的使用次數有增加的趨勢，包括英、美在內的部份西方社會的法庭開始接納數位證據的使用，包括：電子郵件、數位相片、自動櫃員機交易記錄、文字編輯程式文件、即時通訊程式對話記錄、會計管理程式檔案、試算表、互聯網瀏覽器歷史記錄、電子資料庫、電腦檔案備份、電腦列印資料、電腦記憶體內的內容、國際定位系統記錄、酒店及旅館的電子門鎖記錄、數位的影音檔案等等。